# Estigma de amor
"Estigma de amor" es una canción de pop latino escrita e interpretada por Kany García y quinto sencillo de su álbum debut Cualquier Día .  

## Listado de pistas
1. "Estigma De Amor": 3:55 (Versión Álbum)

## Video musical
La historia de este video musical es la escena de la playa de Guerrero en México en diferentes momentos del día, donde el paso de las horas se combina con la letra de esta hermosa canción, que emana directamente de la mente y el corazón de esta maravillosa cantante. El vídeo musical de "Estigma De Amor" se rodó a principios de octubre. El video fue dirigido por Beto Hinojosa y Pablo Dávila. 

## Actuaciones gráficas
"Estigma De Amor" se convirtió en el quinto sencillo de Kany de su álbum debut " Cualquier Día ". La canción sólo fue lanzada en la radio de Puerto Rico y Estados Unidos . La canción debutó en Billboard Latin Pop Airplay en el puesto 38 y rápidamente comenzó a posicionarse más arriba, donde alcanzó el puesto 15. Se convirtió en el tercer éxito de Kany en el Top 20 de esa lista. También se ubicó en Billboard Top Latin Songs en el puesto 43, convirtiéndose en el cuarto éxito Top 50 de Kany. Se ubicó bien en la tierra natal de Kany, Puerto Rico, donde alcanzó el puesto número 1 en su Top 50 de canciones con solo 4 semanas en la lista. Le fue bien en las listas de descargas de Puerto Rico, donde llegó al puesto número 3.

## Listas
| Singles | Singles                        | Singles  |
| Año     | Lista                          | Posición |
| ------- | ------------------------------ | -------- |
| 2008    | US Billboard Hot Latin Songs   | 43       |
| 2008    | US Billboard Latin Pop Airplay | 15       |

## Otras versiones
- En 2012 se incluyó una nueva versión en el disco homónimo de Kany " Kany García ", a dúo con Antonia Carmona.
- Se incluyó una versión a dúo en el álbum en vivo de Kany de 2014, En Vivo: Kany García, que fue grabado con su madre Shela De Jesus. [6]

## Historial de lanzamientos
| Región         | Fecha                    | Etiqueta       |
| -------------- | ------------------------ | -------------- |
| Puerto Rico    | 14 de septiembre de 2008 | SonyBMG        |
| Estados Unidos | 16 de septiembre de 2008 | SonyBMG        |
| América Latina | 22 de enero de 2009      | Sony BMG Norte |